# Clube Atlético Carazinho
Il Clube Atlético Carazinho, noto anche semplicemente come Atlético Carazinho, è una società calcistica brasiliana con sede nella città di Carazinho, nello stato del Rio Grande do Sul.

## Storia
Il club è stato fondato il 1º luglio 1970. Ha vinto il Campeonato Gaúcho Divisão de Acesso nel 1994.

## Palmarès

### Competizioni statali
- Campeonato Gaúcho Divisão de Acesso: 1

1994